# Jardín Botánico de la Universidad de Oxford

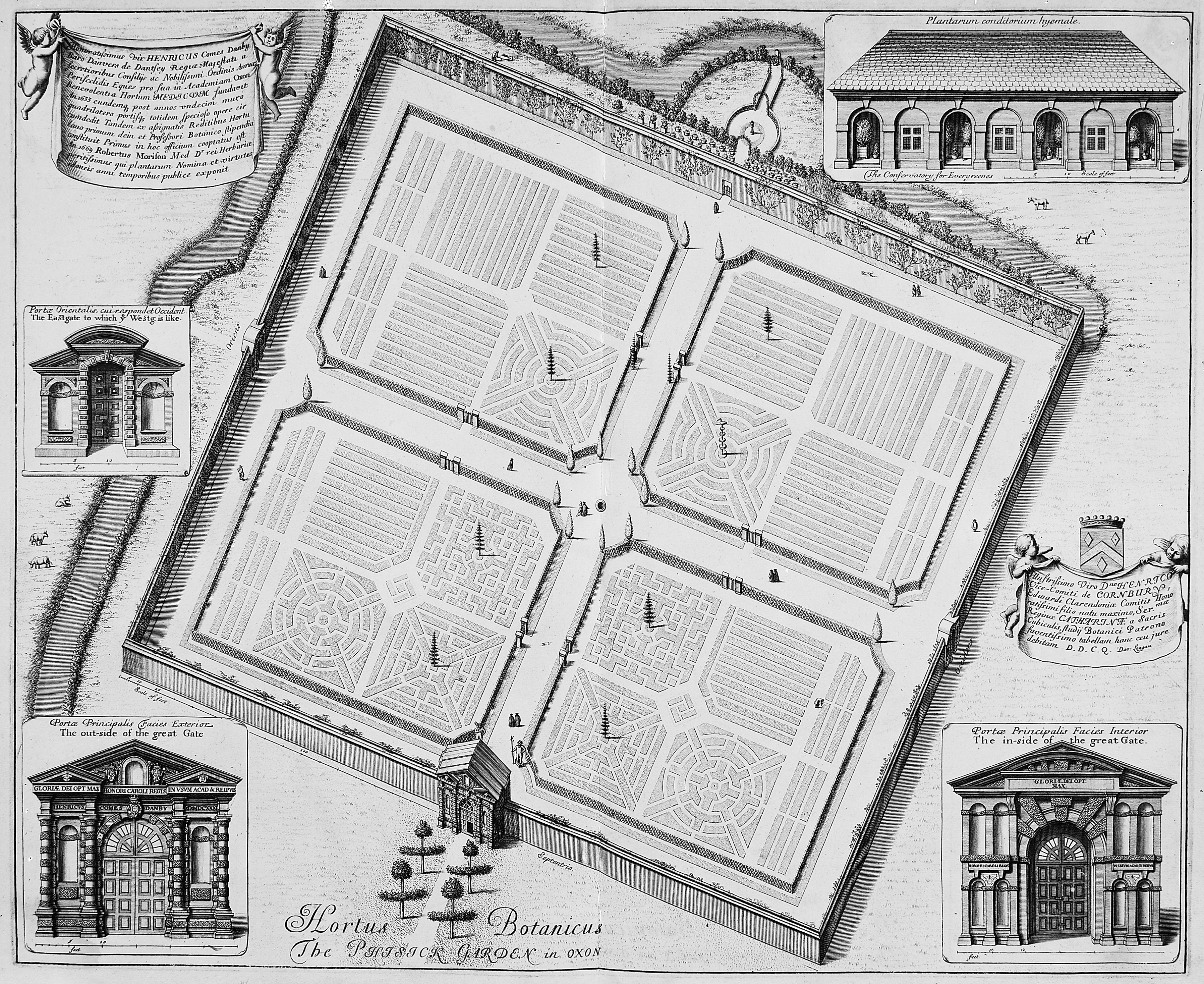
Plano del jardín (1675)

El Jardín Botánico de la Universidad de Oxford es el más antiguo del Reino Unido y uno de los jardines científicos más antiguos del mundo.
Se fundó en 1621 como un jardín de simples para su uso en investigaciones médicas. En sus cuatro siglos de existencia ha reunido una de las colecciones de plantas más diversas y a su vez compactas del mundo, con más de 300 familias taxonómicas y un total de más de 5000 especies, en 1.8 hectáreas (4½ acres) de extensión.

## Historia
En 1621, sir Henry Danvers, 1.º conde de Danby, contribuyó con 5,000 libras (equivalente a 744,000 libras  en 2005) para establecer un jardín de plantas medicinales para la "glorificación de los trabajos de Dios y el fomento del aprendizaje". 

Eligió un terreno en la ribera del río Cherwell en el rincón nordeste del Christ Church College -que depende del Magdalen College. Parte de la tierra había sido un cementerio judío hasta su expulsión de Oxford y del resto de Inglaterra, en 1290. Se necesitaron cuatro mil carretas de "desechos y estiércol" para superar el nivel de terreno inundable del río.

## Diseño
El jardín está formado por tres partes:
- El jardín amurallado, la parte más antigua (data del periodo de su fundación en 1621) está rodeado por el muro de cantería original del siglo XVII[4]
- Los invernaderos, que permiten el cultivo de las plantas que necesitan protección contra las inclemencias climáticas del país
- El jardín inferior (Lower Garden), zona adyacente entre el prado de Christ Church y el río Cherwell, donde se cultivan las ornamentales.[5]

Existe un arboreto satélite, el Arboretum de Harcourt, que se encuentra ubicado a unas 6 millas (10 km) al sur de Oxford.

### Jardín amurallado

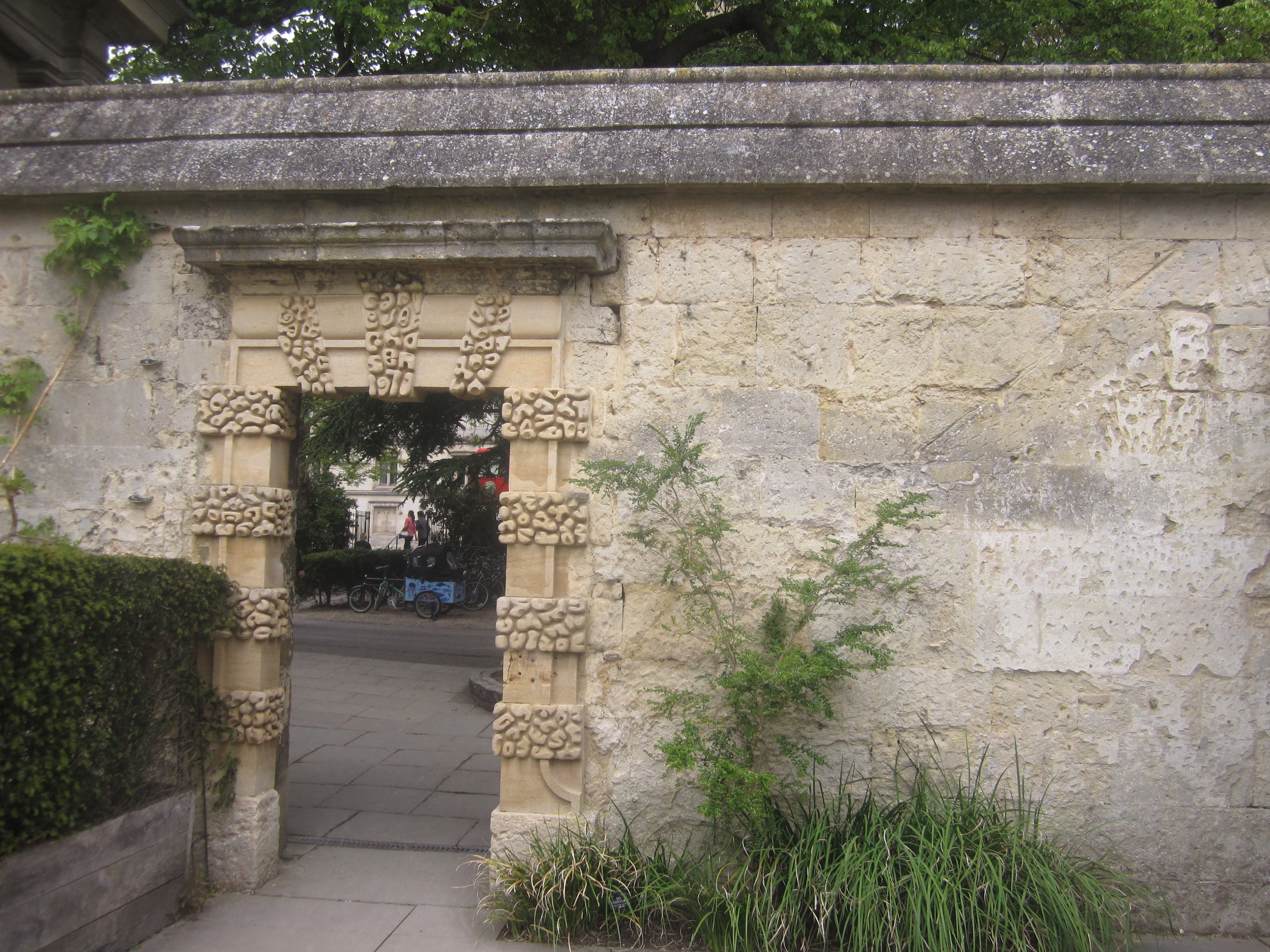
Parte del muro del.

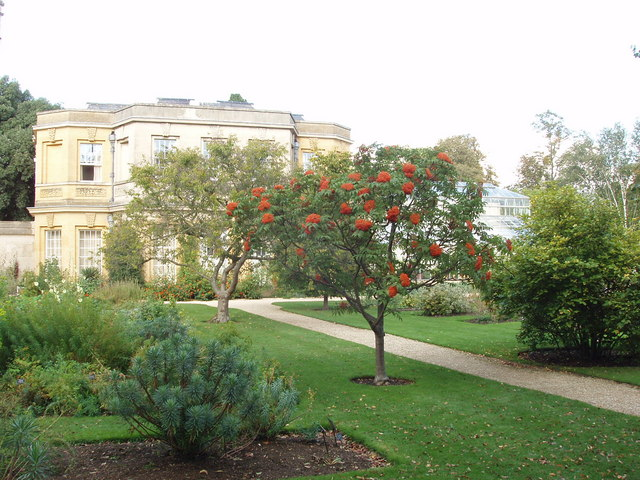
Edificio que alberga la biblioteca y el herbario. Clasificado como monumento de grado I (edificio de interés excepcional).

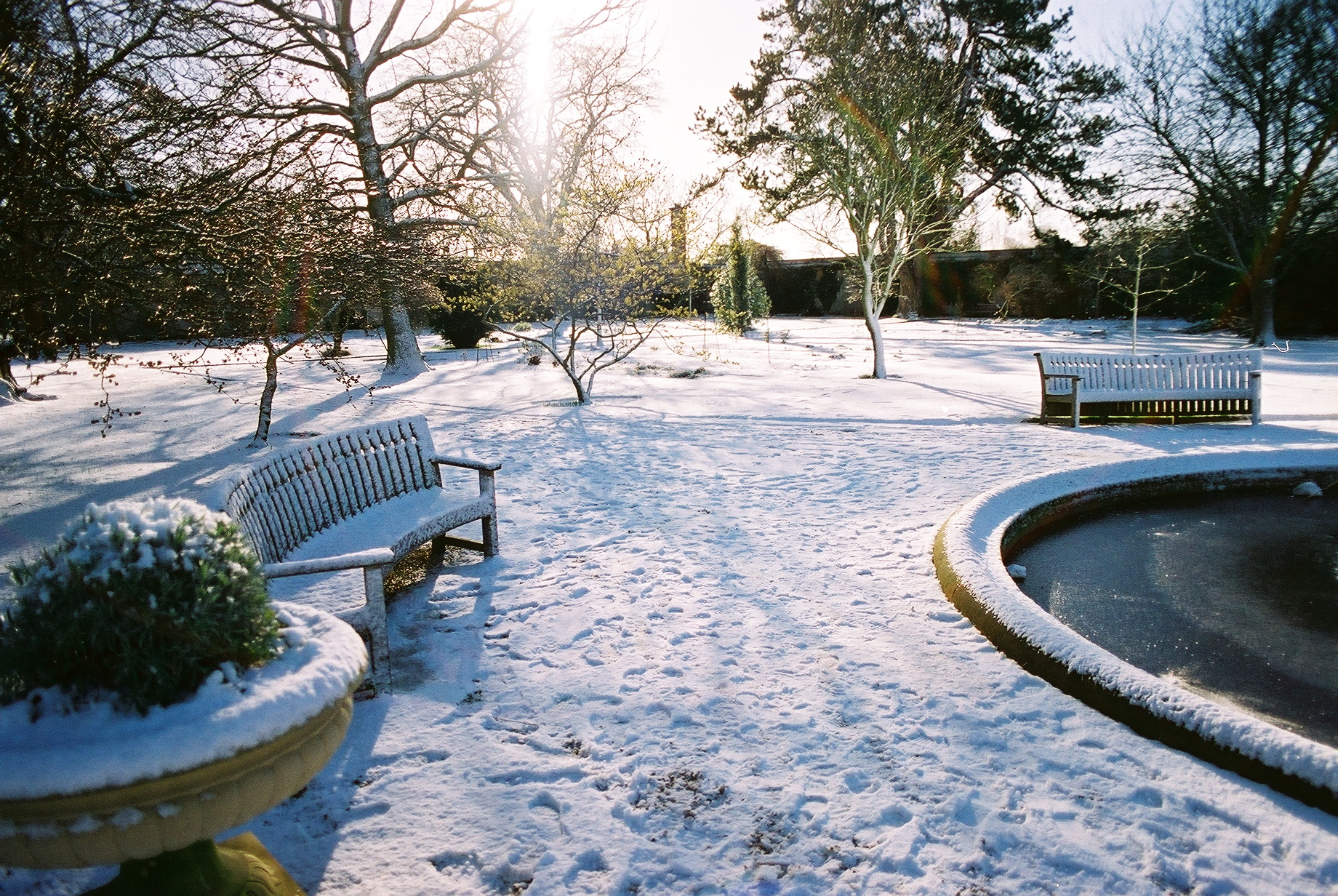
El jardín bajo la nieve.

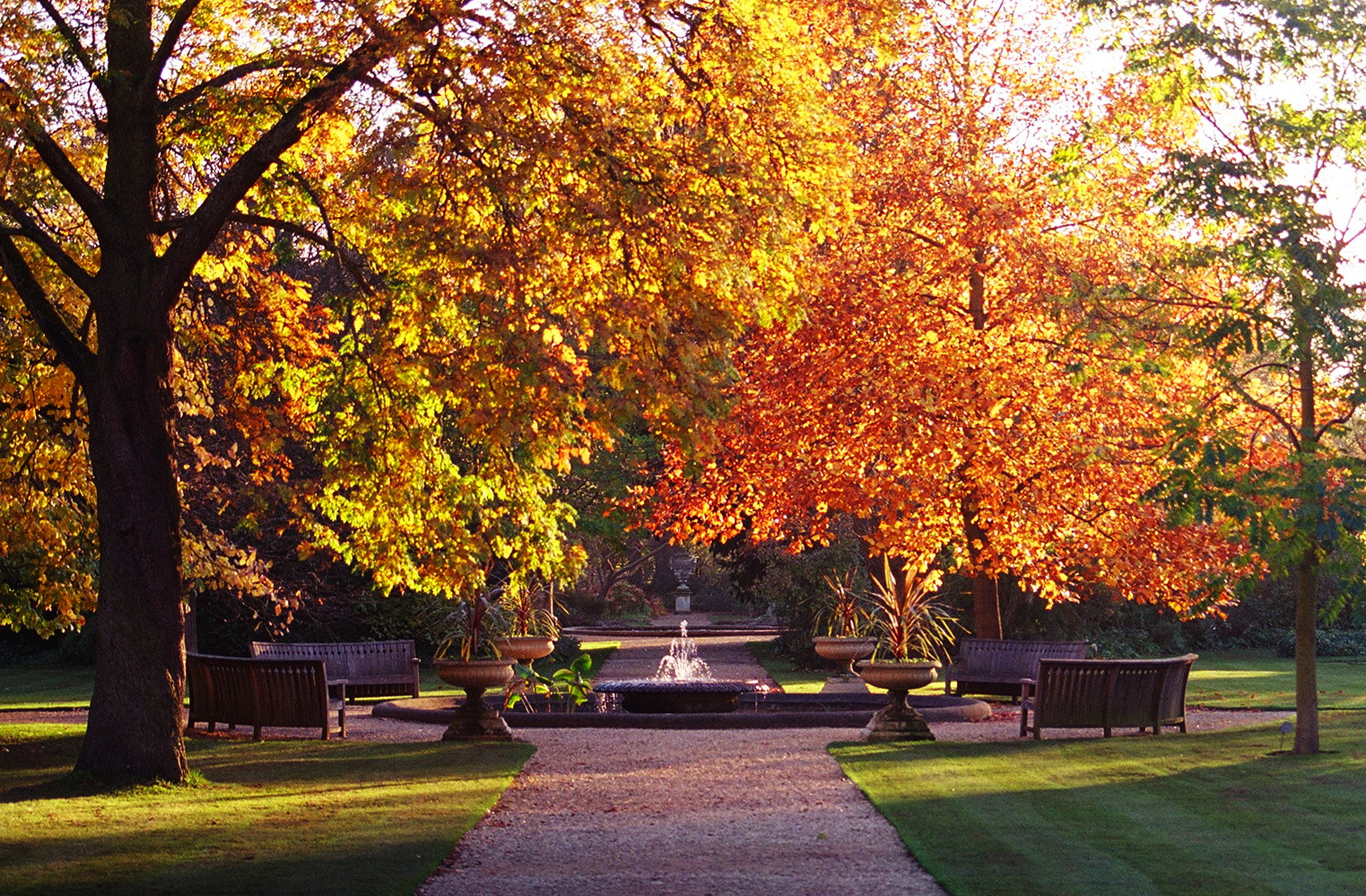
Follaje otoñal.

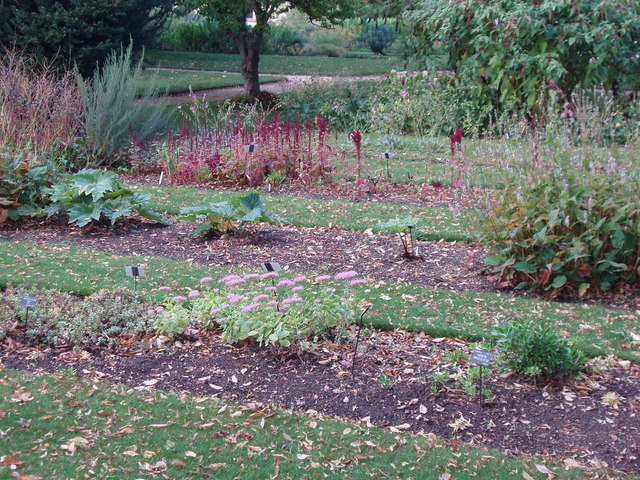
Uno de los arriates de familias. En primer plano Sedum, en segundo plano Amaranthus.

Los arriates de familias taxonómicas
La colección principal de plantas se encuentra agrupada en lechos de cultivo ordenados por familias según el Sistema de clasificación APG III. Es uno de los primeros jardines que adoptó el sistema con fines didácticos, tanto para los estudiantes de la universidad como para todos los visitantes. Algunas de las familias representadas son: Acanthaceae, Amaranthaceae, Amaryllidaceae, Apocynaceae, Araceae, Aristolochiaceae, Berberidaceae, Boraginaceae, Campanulaceae, Caryophyllaceae, Chenopodiaceae, Cistaceae, Commelinaceae, Compositae, Convolvulaceae, Crassulaceae, Cruciferae, Cyperaceae, Dioscoreaceae, Dipsacaceae, Euphorbiaceae, Gentianaceae, Geraniaceae, Gramineae, Hypericaceae, Iridaceae, Juncaceae, Labiatae, Leguminosae, Liliaceae, Linaceae, Loasaceae, Lythraceae, Malvaceae, Onagraceae, Paeoniaceae, Papaveraceae, Phytolaccaceae, Plantaginaceae, Plumbaginaceae, Polemoniaceae, Polygonaceae, Portulacaceae, Primulaceae, Ranunculaceae, Rosaceae, Rubiaceae, Rutaceae, Saxifragaceae, Solanaceae, Umbelliferae, Urticaceae, Verbenaceae, Violaceae.
En 1983, el Consejo Nacional para la Conservación de Plantas y de Jardines (NCCPG) eligió este jardín para cultivar la colección nacional del género Euphorbia, con más de 2000 especies cultivadas por distintas zonas del recinto, a excepción de las no resistentes que se mantienen en invernadero. Euphorbia stygiana es una de las especies en peligro crítico de extinción que forma parte de la  colección, con solo alrededor de diez plantas en su hábitat natural. El jardín lleva más de diez años reproduciéndola para evitar su posible extinción.
La colección medicinal
se encuentra en el rincón sudoeste y se compone de ocho lechos de cultivo, en los que se agrupan las plantas según sus efectos terapéuticos, para usos en diferentes patologías de cardiología, oncología, enfermedades infecciosas, gastroenteritis, dermatología, hematología, neurología y pulmonología.
Colección de 1648
arriate situado en el rincón suroeste, se compone de especies recogidas en la obra Catologus plantarum Horti medici Oxoniensis (Catálogo de las plantas del jardín medicinal de Oxford), publicada en 1648 por el primer director del jardín, Jacob Bobart el Viejo. Aunque en sus inicios fue un jardín de simples, también se cultivaban otras especies no medicinales, nativas y exóticas. La más exótica, enviada desde América en 1648 por el botánico y coleccionista John Tradescant, Tradescantia virginiana, se sigue cultivando en el jardín actual.
El paseo del bosque y la senda literaria
es donde habitan las especies arbóreas -una de ellas es el árbol más viejo, un tejo plantado en este rincón en 1645- y grandes arbustos que dan cobijo a bulbos y herbáceas perennes típicas del sotobosque.
Los arriates geográficos
son seis arriates situados junto a los antiguos muros del jardín. En cada uno se cultivan plantas características de una región biogeográfica diferente, que constituye un punto caliente por la cantidad de endemismos amenazados en esos hábitats. El microclima creado al abrigo del muro propicia el cultivo de especies semi-resistentes de:
- La cuenca mediterránea
- Sudáfrica
- Sudamérica
- Nueva Zelanda y
- Japón[11]

### Invernaderos
El jardín consta de siete invernaderos en los que se recrean diferentes condiciones climáticas para albergar todo tipo de plantas que no resistirían la intemperie en el clima inglés:
Conservatorio (Conservatory)
Fue el primer invernadero del jardín, construido hace más 300 años.  Se concibió para albergar cítricos y plantas estacionales, como primulas, abutilon, fucsias, y achimenes. Las varias exposiciones que cambian a través del año se exhiben en la zona central. También se utiliza como lugar de eventos, reuniones y cursos.
Invernadero de alpinas (Alpinum)
Alberga especies que requieren las condiciones frías de su hábitat natural en la alta montaña. Junto a ellas también se exhiben diferentes especies, como arbustos, herbáceas perennes, bulbos y cormos.
Invernadero del bosque nuboso
Este invernadero reproduce las condiciones de un bosque nuboso. Contiene una colección de diferentes especies de helechos, tanto epifitas como terrestres, entre las que se encuentran los géneros Platycerium y Stenochlaena. Junto con otra de plantas carnívoras del género Nepenthes.
Invernadero de plantas carnívoras
Está dedicado exclusivamente a este tipo de plantas. Muchas de las especies que alberga se encuentran amenazadas de extinción en su hábitat natural.
Invernadero de lirios de agua
El más emblemático de los invernaderos. Se construyó en 1851 para albergar la gigante Victoria amazonica, que posteriormente se sustituyó por Victoria cruziana, de características similares aunque menor tamaño. Junto a ella se exhiben lotos y el híbrido reproducido por primera vez en el jardín en 1874 Nymphaea x daubenyana, nombrado en honor a Charles Daubeny, director del jardín entre 1834 a 1867.
Alrededor del estanque se cultivan ejemplares de bananas, caña de azúcar, y arroz .
Invernadero de palmeras
es el mayor invernadero del jardín. En un ambiente totalmente tropical se cultiva una colección de palmeras, cycas, epifitas. Además de un gran número de plantas de interés económico, como café, jengibre, coco, cacao...
Invernadero árido
está dedicado a cactus y suculentas.

### Jardín inferior
Esta parte se sitúa fuera del jardín amurallado; junto al prado de Christ Church y bordeando el río Cherwell. La zona se divide en seis secciones.
La rocalla
se construyó en 1926 y rediseñó entre 1997 a 1999. En la sección oriental de la rocalla se cultivan especies europeas, mientras que la zona occidental se dedica a las del resto del mundo. También se cultivan aquí las especies mediterráneas de la colección de Euphorbia, así como bulbos de floración invernal y primaveral, junto con especies perennes que requieren las condiciones específicas de esta zona.
El jardín húmedo
se sitúa en la parte más baja del jardín, donde se ha recreado un humedal con una charca en la que crecen plantas características de este ambiente, como Menyanthes trifoliata, Gunnera, Iris sibirica, Darmera peltata, Caltha palustris, Rodgersia... Este ecosistema también ha propiciado el desarrollo de su propia fauna.
Los arriates de Merton
diseñados por el profesor James Hitchmough del departamento de arquitectura paisajista de la universidad de Sheffield, ocupan 955 m² y fueron concebidos con el objetivo de desarrollar un modelo hortícola ecológico y autosuficiente. 

El 85% de las plantas fueron sembradas directamente de semilla y seleccionadas entre las más adaptadas a la sequía de tres regiones del mundo:
- Las grandes planicies del centro y sudeste de Estados Unidos
- El sudeste de África a altitudes superiores a 1000 m s. n. m.
- El sudeste de Europa a Turquía, pasando por Asia a Siberia

Esta selección de tan diversas especies ha formado un pequeño ecosistema automantenido, sin necesidad de riego ni fertilizantes, y en flor de primavera a otoño. Cuando se seca en invierno, da cobijo a pájaros y pequeños mamíferos.
Plantas que cambiaron el mundo
Lo que fuera un pequeño huerto de verduras, se convirtió en 2015 en una escogida colección de las especies utilizadas a lo largo de la historia de la humanidad para su desarrollo, tanto médico, alimenticio, textil, como otros usos. Una sección adyacente se dedica a las plantas que aromatizan las bebidas alcohólicas.
El huerto
creado en el invierno de 2011 a 2012, alberga cuarenta y tres especies de árboles frutales: manzanos, perales y membrilleros cuyas variedades se eligieron entre las más resistentes a plagas y enfermedades, además de adaptarse a las condiciones locales.
El arriate de herbáceas
creada en 1946, esta colección exhibe las herbáceas perennes que se cultivan tradicionalmente en el país. La diversidad de especies logra que el arriate se mantenga en floración de primavera a otoño.
El arriate de otoño
se ubica a todo lo largo del borde del jardín, junto al prado de Christ Church. Las plantas elegidas para esta zona son especies de arbustos, herbáceas anuales y perennes que muestran un fuerte colorido, tanto de follaje como de flores, entre septiembre y octubre.

## Investigación
En el jardín botánico se llevan a cabo diversas investigaciones, entre otras, en evolución y reproducción de especies empleando la genética y la genómica, conservación ex situ y mutualismo. Trabaja en conjunto con diferentes universidades, como la Universidad de Bristol, la Linnean Society of London, el Departamento de Ciencias  de la Universidad de Oxford -administradora del jardín-, el Botanic Gardens Conservation International del cual es miembro -con código de identificación 'OXF'-  y en el que presenta trabajos para la Agenda Internacional para la Conservación en los Jardines Botánicos.

## Actividades públicas
Para el público visitante se desarrollan actividades, algunas dirigidas especialmente a los niños, en familia o en grupos escolares. En la zona del invernadero principal, el conservatory, se desarrollan eventos estacionales, cursos temáticos, talleres, picnis veraniegos, ferias navideñas. 
Existen visitas guiadas, tanto por el Botánico como por el arboreto, a diez minutos del jardín en coche.

## En la literatura

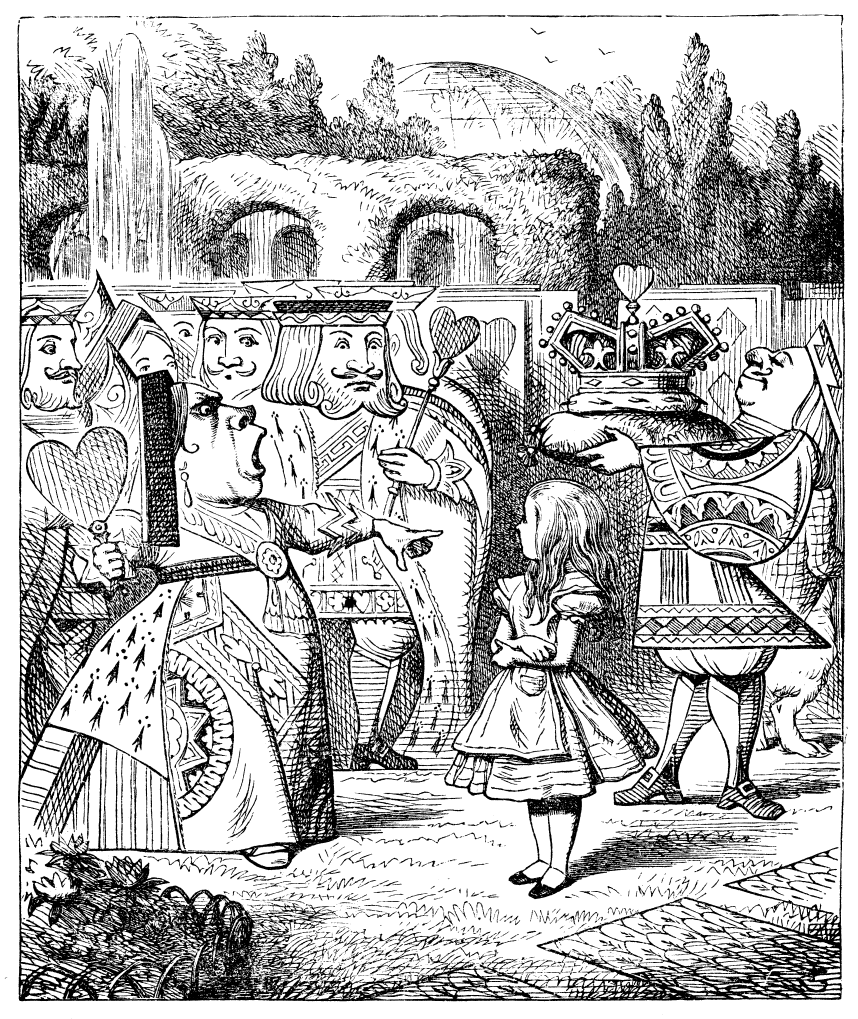
El croquet de la reina. Al fondo el invernadero de los lirios de agua.

Durante la década de 1860, el jardín era frecuentemente visitado por el profesor de matemáticas en la universidad de Oxford Lewis Carroll y las hijas del matrimonio Liddell, Alice y sus hermanas. El jardín, así como muchos de los lugares y gentes de Oxford, fueron fuente de inspiración para su cuento Las aventuras de Alicia en el país de las maravillas. En una de las ilustraciones de John Tenniel, el Croquet de la reina, aparece el invernadero de los lirios de agua, y agazapado en uno de los árboles del paseo del bosque se puede ver al gato de Cheshire.
Otro profesor y autor de Oxford, J. R. R. Tolkien, pasaba a menudo su tiempo en el jardín descansando bajo su árbol preferido, un Pinus nigra. El enorme pino austríaco es muy parecido a la descripción que de los Ents hace en su historia El señor de los anillos, el árbol-gente capaz de caminar y hablar, habitante de la Tierra Media.

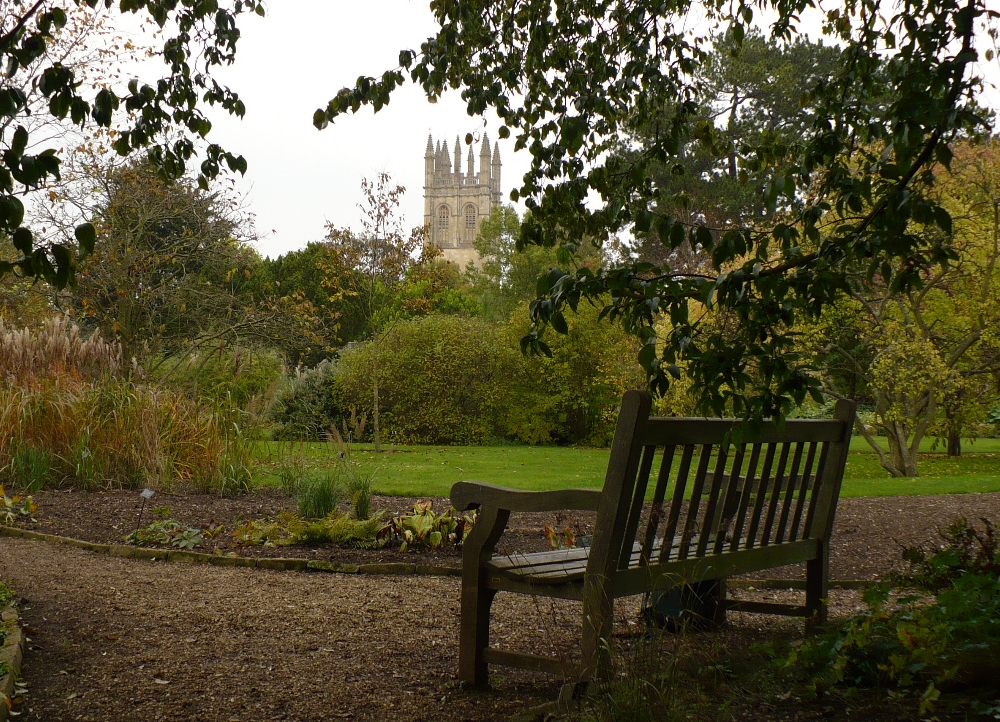
El banco de madera al final del jardín botánico que aparece en el libro El catalejo lacado de Philip Pullman.

En la novela Retorno a Brideshead de Evelyn Waugh, Lord Sebastian Flyte lleva a Charles Ryder "a ver la hiedra" en su primer encuentro. Cuando dice, "Oh, Charles, what a lot you have to learn! There's a beautiful arch there and more different kinds of ivy than I knew existed. I don't know where I should be without the Botanical gardens" (¡Oh, Charles, cuanto tiene usted que aprender! Allí hay un hermoso arco y las más diversas clases de hiedra que no hubiera sabido nunca que existieran. No se donde estaría sin los jardines botánicos)(Primer capítulo).
El banco en un lejano rincón del jardín inferior se menciona en la trilogía de novelas de Philip Pullman La materia oscura. Es una de las localizaciones u objetos que se colocan paralelos en los dos mundos donde viven los protagonistas, Lyra Silvertongue y Will Parry. En el último capítulo de la trilogía, ambos prometen sentarse en él durante una hora al mediodía cada solsticio de verano, de modo que quizás puedan sentir la presencia del otro desde sus respectivos mundos.